# Exilová periodika
Exilová periodika jsou tiskoviny, jež jsou vydávány v zahraničí v komunitě lidí, kteří byli deportováni či sami opustili z politických nebo náboženských důvodů svou vlast, nebo jim byl návrat do vlasti odepřen. Exilová periodika jsou svým zaměřením, velikostí nákladu či periodicitou velmi různorodá. Informace, které přinášejí, bývají určeny i pro krajany v hostitelských zemích, ale nezřídka jsou určeny a dopravovány i ke čtenářům ve vlasti. Exilová periodika většinou vycházejí v mateřském jazyce, ale bývají psána i v jazyce hostitelské země. Z hlediska jejich povahy chybí pro celosvětový přehled věrohodné zdroje a informace.

## Češi a Slováci
Exilová periodika Čechů a Slováků se nacházejí na různých místech v různých částech světa. Pro výzkum československého exilu bylo v roce 1993 založeno Centrum pro československá exilová studia při Filozofické fakultě Univerzity Palackého v Olomouci, při kterém je budován archiv československého exilu. Předmětem výzkumu Centra jsou i exilová periodika. Krajanskými periodiky českých a slovenských ekonomických vystěhovalců se zprvu zabýval Československý ústav zahraniční, katalog krajanských periodik zpracoval k roku 1938 František Štědonský. Nejstarší krajanský tisk je uložen v Náprstkově muzeu. Exilové i krajanské tiskoviny jsou uloženy pohromadě ve fondech Britské knihovny (v české a slovenské části exilového a krajanského tisku), dále pak v depozitáři Chicagské univerzity, v německém archivu Bohemia i jinde v zahraničí.
Exilová periodika zpřístupnila veřejnosti pražská knihovna Libri prohibiti, jejíž pracovníci tiskoviny trvale dohledávají a zpracovávají pro potřeby čtenářů a badatelů. V roce 1999 byla knihovnou vydána stejnojmenná publikace: Exilová periodika. Katalog periodik českého a slovenského exilu a krajanských tisků vydávaných po roce 1945. Knihu sepsali Lucie Formanová, Jiří Gruntorád a Michal Přibáň. Tento katalog je dostupný online Archivováno 25. 9. 2022 na Wayback Machine. a obsahuje 1086 hesel, ale v roce 2022 se v knihovně nacházelo už 1350 titulů trvale dohledávaných exilových tiskovin.

### Exilová periodika 1948–1989
Mezi nejvýznamnější politická periodika patřící k jednomu názorovému proudu náležela Bohemia, Český boj, Nedělní Hlasatel, Modrá revue, Národní politika, torontské Naše hlasy, Nové obzory, Rozmach, Rozpravy a švýcarský Zpravodaj a ke druhému názorovému proudu náležely Čechoslovák, České slovo, Hlas Československa, Listy, Právo lidu, Skutečnost, Svědectví, Text, Tribuna a Věstník Československé národní rady americké.
Úspěch měl také australský nadstranický melbournský Hlas domova vydávaný Františkem Váňou, konzervativně republikánský Nedělní Hlasatel Václava Zolmana a Josefa Kučery, sociálnědemokratické Právo lidu Jiřího Loewy i undergroundová umělecká revui Paternoster Zbyňka Benýška.
Mezi nejkvalitnější časopisy s nadstranickým a kulturním přesahem se řadily Společností pro vědy a umění vydávané Proměny, Rozmluvy Alexandra Tomského i Karlem Vránou a Karlem Skalickým redigované katolické Studie a Nový život redigovaný Františkem Plannerem.

## Jiné národy
- Ve Slovanské knihovně se nachází sbírka periodik shromážděná Ruským zahraničním historickým archivem.[10][11] Zachycuje v originále i v překladech produkci ruské, ukrajinské a běloruské emigrace z let 1918–1945, která byla vydávána na území Československa.[12][13] Tato sbírka je od roku 2007 zapsána v registru Paměti světa, programu UNESCO.[14]
- Z polských exilových periodik je nejznámější měsíčník Kultura, polsky Kultura (miesięcznik), který vycházel v letech 1947–2000 zprvu v Římě a od roku 1948 v Paříži.[15] V knihovně Libri Prohibiti se nachází (rok 2022) jen 36 titulů polských exilových periodik, což je pouze malý zlomek polské produkce.
- Německá demokratická republika exilová periodika nemá.